# David Burke
David Burke, född 25 maj 1934 i Liverpool, Lancashire, är en brittisk skådespelare. Burke är bland annat känd för sin roll som Doktor Watson i TV-serien The Adventures of Sherlock Holmes (1984-1985).

## Filmografi i urval
- 1963 – The Avengers (TV-serie)
- 1964 - The Indian Tales of Rudyard Kipling (TV-serie)
- 1965 - Sherlock Holmes (TV-serie)
- 1966 - A Game of Murder (TV-serie)
- 1966 –  Coronation Street (TV-serie)
- 1981 - The Winter's Tale (TV-film)
- 1984-1985 - The Adventures of Sherlock Holmes (TV-serie)
- 1994 – Huset Eliott (TV-serie)
- 1995 – Agatha Christie's Poirot (TV-serie)
- 1996 – Trettondagsafton
- 2004 – Kommissarie Lynley (TV-serie)
- 2005 – Dalziel & Pascoe (TV-serie)
- 2012 – The Woman in Black
- 2014 - The Musketeers (TV-serie)
- 2005–2016 – Morden i Midsomer (TV-serie)
- 2016 – The Young Messiah